# Andreas Wömpener
Andreas Wömpener (* 1978) ist ein deutscher Wirtschaftswissenschaftler. Er ist Universitätsprofessor an der Universität Duisburg-Essen und leitet dort den Lehrstuhl für Allgemeine Betriebswirtschaftslehre und Controlling.

## Werdegang
Andreas Wömpener studierte Betriebswirtschaftslehre an der Westfälischen Wilhelms-Universität Münster und der Ekonomihögskolan Lund (Schweden). Anschließend war er bis 2008 wissenschaftlicher Mitarbeiter am Lehrstuhl für BWL, insbesondere Controlling von Wolfgang Berens in Münster. 2008 folgte die Promotion zum Thema „Behavioral Budgeting“, die in Teilen auch während eines Visiting Scholarships an der HEC Paris entstanden.
Nach weiterer Arbeit als akademischer Rat in Münster und einem Semester an der Leventhal School of Accounting der University of Southern California 2009 reichte er 2010 seine kumulative Habilitationsschrift an der Wirtschaftswissenschaftlichen Fakultät der Westfälischen Wilhelms-Universität Münster ein und bekam die venia legendi im Fach Betriebswirtschaftslehre verliehen. In dieser Zeit war er darüber hinaus Geschäftsführer des Centrums für Unternehmensrechnung im Bereich der MBA-Ausbildung.
2010 erhielt Andreas Wömpener einen Ruf an die Universität Duisburg-Essen. Er leitet dort am Standort Duisburg den Lehrstuhl für Allgemeine Betriebswirtschaftslehre und Controlling und ist weiterhin im Rahmen der Managementweiterbildung und in berufsbegleitenden MBA-Studiengängen als Dozent tätig.

## Forschung
Die Forschungsschwerpunkte von Andreas Wömpener erstrecken sich entlang der Querschnittsfunktion Controlling in die Bereiche des internen und externen Rechnungswesens sowie der Finanzierung. Ein Schwerpunkt liegt dabei im energiewirtschaftlichen Bereich. Er ist Autor zahlreicher wissenschaftlicher und praxisorientierter Veröffentlichungen.

## Ausgewählte Publikationen
- The Effect of Internal Control and Risk Management Regulation on Earnings Quality: Evidence from Germany, mit N. Brown und C. Pott, in: Journal of Accounting and Public Policy (2014), ISSN 0278-4254, 63. Jg., Heft 1, S. 1–33.
- The Globalisation of a Profession – Comparative Management Accounting in the Context of Emerging and Developed Countries, zusammen mit M. Brandau und A. Hoffjan, in: European Journal of International Management (2014), ISSN 1751-6757, Inderscience Publishers, Genf, 8. Jg., S. 73–105.
- Zur Wertrelevanz freiwilliger Managementprognosen in Deutschland, zusammen mit C. Ledwig und T. Knauer, in: Schmalenbachs Zeitschrift für betriebswirtschaftliche Forschung (zfbf), 64 Jg. (2012), Heft 3, S. 166–204, ISSN 0341-2687, Verlagsgruppe Handelsblatt Düsseldorf.
- Behavioral Budgeting – Beschränkte Rationalität von kognitiven Urteils- und Entscheidungsprozessen im Kontext der Budgetierung, Hamburg, 2008, ISBN 978-3-8300-3857-3, Verlag Dr. Kovac, Hamburg. Rezensiert in: Zeitschrift für Controlling und Management, 53 Jg. (2009), Heft 3, S. 198, sowie: Controlling – Zeitschrift für erfolgsorientierte Unternehmenssteuerung, 22 Jg. (2010), Heft 1, S. 62–63.